# Osimski ugovor
Osimski ugovor je Međunarodni ugovor kojeg su 10. studenog 1975. potpisali SFR Jugoslavija i Talijanska Republika u talijanskom gradu Osimo kod Ancone. Ugovor je stupio je na snagu 11. listopada 1977. i služio uređenju graničnih i drugih pitanja.
Nakon raspada SFRJ Hrvatska i Slovenija preuzele su obveze iz Osimskih ugovora.
Ugovor je prvenstveno političke prirode, a odnosi se na određivanje državne granice i na pitanja vezana za granice i za promicanje gospodarske suradnje kao i tehničke suradnje za poboljšanje uvjeta života za stanovništvo. Tim je ugovorom ukinut posebni status Slobodnog Teritorija Trsta, koji je do tada obuhvaćao područje od rijeke Mirne u hrvatskoj Istri, čitavo današnje Slovensko Primorje, te današnji talijanski teritorij na području istočno od rijeke Soče.
Radi ostvarenja Osimskog sporazuma osnovano je 12 zajedničkih povjerenstava.
Ugovor uključuje i sporazum o naknadi za nacionaliziranu ili konfisciranu imovinu u bivšoj zoni B (Sporazum između SFRJ i Republike Italije o konačnom reguliranju uzajamnih obveza koje proizlaze iz 4. članka potpisanog Osimskog ugovora). Ostatak duga su Slovenija i Hrvatska podijelile u omjeru 62:38 posto, a dug koji Hrvatska treba platiti Italiji iznosi 35 milijuna dolara.

## Vanjske poveznice
- Tekst Osimskog ugovora   Arhivirana inačica izvorne stranice od 5. ožujka 2016. (Wayback Machine) (na engleskom i francuskom jeziku)
- Sporazum između SFRJ i Republike Italije o konačnom reguliranju uzajamnih obveza koje proizlaze iz 4. članka potpisanog Osimskog ugovora iz 1983. god. (na talijanskom jeziku)